# 自體免疫
自體免疫（英語：autoimmunity）又稱自身免疫，是指生物體針對自己身體的健康細胞和組織產生的免疫反應。任何由這種免疫異常反應造成的疾病稱為自體免疫性疾病（英語：autoimmune disease）。著名的例子，包括：乳糜瀉、感染後的大腸激躁症、1型糖尿病、過敏性紫斑症（Henoch-Schönlein purpura，HSP）、結節病、紅斑狼瘡／全身性紅斑狼瘡 (lupus/SLE)、乾燥症、查格-施特勞斯氏症候群、橋本氏甲狀腺炎、彌漫性毒性甲狀腺腫、特發性血小板減少性紫癜、愛迪生氏病、類風濕性關節炎、僵直性脊椎炎、多發性肌炎、皮肌炎和多發性硬化症。過去自體免疫性疾病經常以類固醇治療，近年隨著對疾病及病因的新認識，亦開發出針對不同免疫目標的標靶治療或生物製劑。

## 歷史
在19世紀後期，人們認為免疫系統不會與自已身體的組織起反應。保羅·埃爾利希在20世紀初提出「恐怖的自體毒性」（horror autotoxicus）的概念。埃爾利希之後修改他的理論並提出自體免疫攻擊組織的可能性，但是他相信某些先天的保護機制將阻止自體免疫反應進一步致病。
在1904年，這一理論受到挑戰，在陣發性冷血紅素尿症的患者血清中發現一種物質會對自體的紅血球起反應。在隨後的數十年中，發現許多疾病可能與自體免疫反應有關。但是，埃爾利希假設的權威地位阻礙這些發現的進一步探索。免疫學成為生物化學領域的一支，而非臨床學科之一。到1950年代，對自體抗體和自體免疫性疾病的現代理解開始普及。
最近，人們已了解自體免疫反應是脊椎動物免疫系統不可或缺的一部分（有時被稱為自然自體免疫）。自體免疫不應與同種異體免疫混為一談。

## 低度自體免疫
高度的自體免疫不健康，但低度自體免疫實際上可能有益。進一步思考自體免疫中有益的因素，人們可能會為了證明自體免疫是哺乳動物生存的一種自衛機轉而提出假設。免疫系統不會隨機失去區分自身和非自身的能力，攻擊自身細胞的結果可能是為了維持血液化學平衡的循環代謝過程。
其次，在感染早期當有限的外來抗原（當病原體很少時）限制了免疫反應，自體免疫讓免疫系統可以快速反應。斯坦芳諾娃等人在 2002 年的研究中，為只表現一種第二類主要組織相容性複合體（MHC class II）分子（H-2b）的老鼠注射一種能與 MHC class II 結合的 anti-MHC class II 抗體，並暫時阻止 CD4+ T細胞（輔助型T細胞）與 MHC 間的交互作用。在 anti-MHC 注射後 36 小時取出老鼠的初始 CD4+ T 細胞（之前未接觸任何抗原），發現這些 T 細胞對鴿子細胞色素c 胜肽抗原的反應性減弱。反應性包括 ZAP70 的磷酸化、T細胞的增殖和白細胞介素-2的製造。因此，證明自我 MHC 識別（若太強會造成自體免疫性疾病）在沒有外源抗原刺激的情況下，可以維持輔助型T細胞的免疫反應生。

## 免疫耐受性
來自紐約的諾爾·蘿絲與恩斯特·威特布斯基和來自倫敦大學學院的魯伊特與多尼亞赫的開拓性工作提供了明確的證據，至少對產生抗體的B細胞（B淋巴球）而言，類風濕性關節炎和甲狀腺毒症等疾病與喪失免疫耐受性有關。免疫耐受性是指免疫系統忽略「自我」但對「非自我」能產生反應的能力。這種能力的缺損導致免疫系統針對自我的組織產生有效且具特異性的免疫反應。免疫耐受的確切起源仍未確知，但自20世紀中葉以來提出了數個理論解釋其起源。
有三種假設受到免疫學家的廣泛關注：
- 由弗蘭克·麥克法蘭·伯內特提出的株落刪除（英语：Clonal deletion）理論認為自體-反應性淋巴細胞會在個體的免疫系統發育過程中被破壞。因伯內特和彼得·梅達沃的研究而發現後天免疫耐受性，依此兩人獲得1960年諾貝爾生理學或醫學獎。
- 古斯塔夫·諾薩爾（英语：Gustav Nossal）提出的株落失能理論，在正常個體中，自體反應 T 或 B 細胞會失去活性，且無法放大免疫反應。[5]
- 尼爾斯·傑尼提出的獨特型網絡學說（英語：idiotype network theory），能夠中和自體反應性抗體的抗體網絡自然存在於體內。[6]

此外，還有另兩個理論正深入研究中：

## 外部連結
- American Autoimmune Related Diseases Association: a nonprofit advocacy （页面存档备份，存于）
- Immune Tolerance Network: a research-oriented resource （页面存档备份，存于）
- Nobel Prize （页面存档备份，存于） The 1960 Nobel Prize in Physiology or Medicine was awarded to Frank M. Burnet and Peter B Medawar "for discovery of acquired immunological tolerance."
- The Immunology Database and Analysis Portal （页面存档备份，存于） – an NIAID-funded database resource of reference and experiment data covering the entire immunology domain
- Understanding Autoimmune Diseases （页面存档备份，存于） - US National Institute of Arthritis and Musculoskeletal and Skin Diseases